# Carl Mar. Møller (departementschef)
 Der er flere personer med dette navn, se Carl Mar. Møller.
Carl Marenus Møller (25. marts 1814 i København – 21. juli 1856 sammesteds) var en dansk departementschef.
Han var søn af apoteker, assessor pharm. Jacob Møller og Amalia Christiane Crone, blev 1833 student fra Borgerdydskolen i København, 1837 cand. jur., 1847 kancellist i Danske Kancelli, 1848 fuldmægtig i Indenrigsministeriet og senere samme år 1. fuldmægtig i sammes 1. departement, 1850 konstitueret departementssekretær og chef for samme departements kontor, samme år virkelig kancelliråd, fik 1852 kgl. udnævnelse i embedet og blev samme år fungerende direktør for departementet, samme år virkelig justitsråd, 1854 konstitueret direktør for samme, fik 1855 kongelig udnævnelse til departementsdirektør samt virkelig etatsråd, blev 1. januar 1856 Ridder af Dannebrog, men døde sommeren samme år. Han var ugift.